# حسين كامل المجيد
حسين كامل حسن المجيد (18 حزيران/يونيو 1954 - 23 شباط/فبراير 1996)، وزير التصنيع العسكري العراقي الأسبق وصهر الرئيس العراقي السابق صدام حسين (تزوج من رغد صدام حسين). ولد في قرية تل الذهب بمحافظة صلاح الدين.
كان حسين كامل من القلائل الذي وثق بها صدام حسين، وتولى مناصب حساسة في العديد من الأجهزة الأمنية والعسكرية في العراق، ينظر إليه بأنه باني قوات الحرس الجمهوري وكانت العديد من القيادات والإدارات تؤتمر بأمره وهو العنصر الرئيس في بناء ترسانة العراق النووية حيث أنشأ العديد من الإدارات الفاعلة في هذا المجال ومنها منشأة سعد العسكرية المعنية بتطوير صواريخ (سكود) الروسية وإعادة تسميتها بصواريخ الحسين والتي كان لها الأثر القوي في حرب الصواريخ على إيران.
كما أسس حسين كامل فرق القادسية التي كانت بمثابة الدروع الواقية والمنفذة لبرنامج العراق التسليحي واختيار قادة لهذه الفرق محترفون في التمويه وكان دورهم أساسياً في دخول الأسلحة المحظورة للعراق بطرق غير معلنة والتنقل في أوروبا بشكل طبيعي بدعم من جهاز المخابرات العراقية والعديد من أجهزة المخابرات العربية وارتباطها المباشر به شخصيا والذي كان يعتبرها هي الذراع الطولي في كل تقدم عسكري عراقي وخصوصا (القادسية 2 والقادسية 7 والقادسية 10).
كان حسين كامل محل ثقة كبيرة لدى صدام حسين الذي ترك له العديد من القرارت في ظل وجود شخصيات عسكرية تعلوه مثل الوزير عدنان خير الله وزير الدفاع والوزير عبد الجبار شنشل وزير الدولة للشؤون العسكرية ولكن نتائجه كانت تأتي دوماً في صالحه مما زاد الحقدَ عليه والكراهية داخل صفوف قادة الجيش العراقي وخصوصا عندما كان يمنح أو يرقي ضباطاً عاملين تحت قيادته دون الرجوع لوزير الدفاع وأهمها ترقية قادة فرق القادسية العشرة برتبتين الذي اعتبر ذلك دون وجه حق من قبل وزارة الدفاع وخصوصا أن من بينهم من هو ليس عراقياً ولكن علاقة المصاهرة بينه وبين صدام حسين كانت تحول دون أن يعترضه أحد حتى أولاد صدام حسين (عدي وقصي).
في عام 1995 ترك العراق مع زوجته رغد وأخيه صدام كامل حسن وأسرتيهما إلى الأردن وطلب اللجوء السياسي من ملك الأردن الملك حسين وأعلن انشقاقه عن النظام في العراق، وظل مقيماً في الأردن حتى شباط/فبراير 1996 بعد أن حصل على عفو من الرئيس صدام حسين بأن لا يمسهم بسوء، إلا إنه وبعد عودتهم قامت عشيرته بعملية في 23 شباط/فبراير 1996 أسمتها الصحف العراقية الصولة الجهادية أدت إلى مقتله مع أخيه صدام وأبيه كامل حسن.

## حياته
ولد حسين كامل حسن المجيد في 18 حزيران/يونيو 1954 في قرية تل الذهب بمحافظة صلاح الدين (شمال بغداد)، وهو ابن ابن عمّ الرئيس صدام، اسمه حسين كامل حسن مجيد، واسم صدام هو صدام حسين مجيد، كلاهما بنتسبان إلى بيت البو مجيد مِن عشيرة البيكات إحدى عشائر ألبو ناصر،  فوالد حسين كامل هو ابن عم صدام حسين. لم يكمل حسين كامل تعليمه فتركه سنة 1966 وكان في المرحلة الأخيرة من الدراسة الابتدائية.
في عام 1974 عينه صدام حسين (الذي كان نائباً لرئيس مجلس قيادة الثورة آنذاك) مرافقاً له، وأتم في عام 1979 دورة للضباط الاحتياط وتخرج برتبة ملازم أول.
كان حسين كامل من القلائل الذي وثق بهم صدام حسين لتولي المناصب الحساسة في المفاصل الأمنية للبلاد، وبسبب قرابته للرئيس العراقي وزواجه من ابنته رغد تدرج في العديد من المناصب الأمنية الحساسة حتى تولى منصب وزير التصنيع العسكري بين عامي 1987 و1995، إضافة إلى إشرافه على الحرس الجمهوري. وقد أكد الكاتب والمؤرخ وسيم العاني أنه ومنذ موافقة صدام على تزويجه لابنته رغد عام 1983 انهالت عليه الترقيات والرتب العسكرية.
لم يكن حسين كامل هو مؤسس الحرس الجمهوري، فهذه القوة تأسست في ستينيات القرن الماضي، اقتصر دور حسين كامل على الإشراف على هذه القوات بعد منتصف الثمانينيات، وساهم في تقويتها وتوسيعها ورفع مستوياتها القتالية والتسليحية حتى باتت هذه القوات في عهده القوة الأكبر والأقوى داخل الجيش العراقي، وكان لها الدور الأكبر في التأثير على مسار الحرب مع إيران (1980-1988) في سنواتها الأخيرة. بمرور الوقت ازدادت ثقة صدام بحسين كامل، فمنحه رتبة فريق أول ليصبح المسؤول الأول عن البرنامج النووي العراقي في أوائل التسعينيات، ويلعب دورا كبيرا في تطوير التصنيع العسكري بسبب الصلاحيات الواسعة التي منحت له، بالإضافة إلى الإمكانيات الهائلة التي وضعت بين يديه.
اتهم عدد من الباحثين والأكاديميين «حسين كامل» أنه كان وراء مقتل فاضل البراك وأنه أمر بقتل عدد من قادة الحرب مثل بارق الحاج حنطه وكامل ساجت الجنابي وعصمت صابر عمر في اجتماع له معهم، تم قتلهم بعد مشادة كلامية حامية بينه وبين بارق وجماعته، مما جعل صدام حسين، يحقد على حسين كامل، ويضمرها له، وتم اعتبار المقتولين من الضباط من الشهداء الدرجة الأولى وأنهم استشهدوا في مهمة عسكرية خاصة، وهذه هي الرواية الرسمية التي اعتمدتها القيادة العراقية.

## انشقاقه عن صدام وهروبه إلى الأردن
اكتنف غموض كبير دوافع وأسباب مغادرة حسين كامل (الذي كان حينها وزيرا للتصنيع العسكري) وشقيقه صدام كامل مع زوجتيهما (رغد ورنا) وأولادهما من العراق إلى الأردن في آب/أغسطس عام 1995، فبعد أيام من وصولهما إلى الأردن، عقد حسين كامل مؤتمرا صحافيا في 12 آب/أغسطس 1995، أعلن فيه بدء تحركاته لقلب نظام الحكم في بغداد، فأثارت تصريحات تلك ضجة واسعة.
| رواية الملك عبد الله الثاني لإنشقاق حسين كامل: ...عندما وصلت العائلتان إلى عمان اجتمع الشقيقان إلى والدي الذي وافق على منحمهما حق اللجوء السياسي. كان حسين كامل مكلفاً بالاشراف على برنامج الأسلحة الكيماوية والبيولوجية العراقي، وعلى برنامج العراق النووي وكان أعلى رجال النظام رتبة الذي ينشق عن صدام. بعد ان رتب له والدي موعداً مع مفتشي السلاح التابعين للأمم المتحدة للاستماع إلى افادته، قرر استضافة الاخوين وعائلتيهما في قصر الهاشمية، وهو قصر حديث غالباً ما كان يستضاف فيه رؤساء الدول وكبار الشخصيات العالمية عند زيارتهم الأردن. ليلة وصول الآخوين إلى عمان اتصل بي والدي وقال:' اذهب وسلم عليهما وأكد لهما أن سلامتهما في الأردن مضمونة، اجعلهما يشعران بالاطمئنان كأنهما في بلدهما وبين أهلهما '. ذهبت للاخوين كامل ورحبت بهما وقدمت نفسي بوصفي قائداً للقوات الخاصة، وقلت لهما إن إحدى الوحدات من هذه القوات هي التي تتولى حمايتهما. لقد جاءنا ضيفين من عائلتيهما وهذا واجبنا. لكن ما كنت قد رأيته خلال زيارتي إلى بغداد جعلني أعرف اي نوع من الناس كان هذان الرجلان، وبالتالي قررت البقاء على مسافة منهما. مع أننا كنا متجاورين، فأنا ورانيا كنا نسكن في منزلنا الجديد القريب من الهاشمية، لم اقابل حسين كامل وابنتي صدام حسين سوى 3 مرات على الأرجح طوال المدة التي قضوها في عمّان. في تقديري أن ما دار في ذهن حسين كامل هو أن الغرب سيسارع إلى احتضانه، وأن الولايات المتحدة ستوظف نفوذها وقوتها لتنصيبه قائداً للعراق. ومن الواضح أنه كان واهماً. بعد مرور 6 أشهر على مجيئهما إلى عمان، في شباط / فبراير عام 1996، بعث صدام إلى حسين كامل برسالة يقول فيها انهما اذا عادا إلى العراق فإن كل ما صدر عنهما سيكون مغفوراً لهما. وبما أن الرجلين كانا قد افتقدا الموقع والنفوذ اللذين كانا لهما في بغداد، وفي ضوء ما ثبت لهما من أن الأمل والحلم اللذين راوداهما وهماً وحكماً خاطئاً على مجريات الأحداث، فقد قررا أن يصدقا حماهما وبالتالي أن يعودا إلى بغداد مع عائلتيهما. أعطى والدي الأمر بأن يصار إلى مواكبتهما حتى الحدود، وهكذا تولى موكب عسكري ايصال الرجلين والعائلتين عبوراً في الصحراء نحوالشرق،وعندالوصول كان فريق من قناصة قواتنا الخاصة يراقب عملية التسليم تحسباً لحصول ما ليس متوقعاً. عند وصول الشقيقين إلى الحدود كان عدي وقصي بانتظارهما على الجهة العراقية منها. في تقرير فريق القناصة أن عدي صافح الشقيقين ثم اخذهما الجنود العراقيون وما ان القى بهما الجنود في احدى السيارت حتى استدار عدي وقصي وركعا يصليان. عندما سمعت هذا الكلام اتصلت بوالدي وقلت له:' ان الأخوين كامل اصبحا من الأموات لامحالة'. بعد 3 ايام قتل حسين وصدام كامل على ايدي رجال صدام حسين وبذلك فقدت ابنتاه زوجيهما واحفاده والديهم. |
| —(فرصتنا الأخيرة) - الملك عبد الله الثاني بن الحسين |

كان هروب حسين كامل إلى الأردن مفاجأة من العيار الثقيل للنظام العراقي ولعشيرة صدام حسين، وقد ذكرت بعض المصادر أن سبب هروبه إلى الأردن يعود إلى الخلافات الكبيرة بينه وبين عدي نجل صدام، وتخطيطه للإطاحة بصدام والاستيلاء على الحكم. ولأنه أدرك عدم مقدرته على الانقلاب على صدام من الداخل ووقوف عدي ضد مخططاته لذا غادر حسين كامل العراق سعيا للحصول على دعم غربي لكنه فشل، إلا أنه أفشى خلال وجوده في الأردن جميع الأسرار الحساسة المتعلقة ببرامج التسليح العراقية.
ويؤكد هذه الحادثة ما ذكرته (حرير) ابنة حسين كامل في كتابها والتي أكدت وجود خلاف بين والدها حسين كامل وكل من عدي وقصي وبعض أفراد العائلة، وبسبب خوف والدها على حياته فقد قرر الخروج من العراق إلى الأردن. بينما يرى آخرون أن خروج حسين كامل من العراق كان في ظاهره يتعلق بخلاف عائلي لكن جرى استغلال القضية سياسيا بشكل كبير ومن أطراف خارجية، ومما يدل على ذلك هو المؤتمر الصحفي الذي عقده حسين كامل في قصر رغدان بالعاصمة الأردنية عمان بعد 3 أيام فقط من وصوله.
ومما يؤكد رواية هروب حسين كامل ودوافعها أيضا، هو ما ذكره الملك عبد الله الثاني في كتابه (فرصتنا الأخيرة)، إذ قال أن سبب انشقاق حسين كامل هو نتيجة خلاف بينه وبين عدي، وأن سبب الزيارة - المعلن تمويهاً - هو أن الشقيقين كامل كانا سيستقلان الطائرة من عمّان إلى بلغاريا في زيارة رسمية. فقد كان العراق آنذاك خاضعاً لعقوبات دولية فرضتها الأمم المتحدة ولذلك لم تكن تغادر مطار بغداد أي رحلات دولية.
أما الشيخ هادي جبار المحمود صهر حسين كامل والمقرب منه، فقد نفى اتهامات الخيانة والانشقاق الموجهة إليه، وقال إنه غادر العراق لظروف خاصة تتعلق بمحاولات لاغتياله وتعرضه لمضايقات كثيرة وإهانات عديدة رغم مناصبه الرفيعة. ومما يدل عليه هو خروج حسين كامل وشقيقه وعائلاتهم بشكل طبيعي بسياراتهم وجوازات السفر الرسمية، وحتى عند عودته إلى العراق عاد بصفته مسؤولا في الدولة وأعطى توجيهاته لموظفي الحدود، نافيا كل التقارير التي تحدثت عن تنسيقه مع المخابرات الأميركية لترتيب خروجه من العراق.
تسببت تصريحات حسين كامل عن برامج التسليح العراقية وإفشائه للأسرار في أن تقوم الأمم المتحدة بإعادة التفتيش عن الأسلحة العراقية وعودة التفتيش إلى نقطة الصفر، في وقت كانت كل المؤشرات حينها تشير إلى قرب حدوث انفراج في موضوع الحصار الشامل الذي كان مفروضا على العراق (1990-2003).

## عودته إلى العراق ومقتله
فشل حسين كامل في الحصول على دعم غربي لتغيير نظام الحكم في العراق أو مساعدته في الانقلاب عليه بالرغم من محاولاته العديدة، فعرض عليه صدام حسين العفو رسميا مقابل العودة، فعاد في 20 شباط/فبراير 1996. شعر حسين وصدام كامل عند عودتهما إلى العراق بأن هناك شيئا في الخفاء يحاك ضدهما، فذهبا إلى منزل شقيقتهما بمنطقة السيدية في بغداد، في حين كانت عشيرتهما تعقد اجتماعات متواصلة، وصدرت الأوامر العشائرية بالتحرك فورا لقتل حسين كامل وشقيقه صدام كامل مساء 23 شباط/فبراير عام 1996 وهو التاريخ الذي أكدته أيضا (حرير) ابنة حسين كامل.
بدأ التحشيد قرب المنزل الذي كان فيه حسين كامل من وقت المغرب واستمر حتى الساعة الرابعة فجراً، ثم بدأ الهجوم على المنزل في الثالثة فجرا واستمر 12 ساعة متواصلة ودارت معركة بين حسين كامل وإخوته ووالده من جهة، وبين مجموعة رجال من ألبو مجيد حاصروا المنزل الذي كان يسكنه في منطقة السيدية ببغداد، قتل خلال المعركة شقيقا حسين كامل ووالده وجميع الأطفال والنساء الذين كانوا معه، وكان حسين كامل آخر من قتل بعد مقاومة المهاجمين لساعات طويلة ونفاد ذخيرته.
ويؤكد تلك الرواية المؤرخ العاني الذي قال إن من قتل حسين كامل وشارك في المعركة الطويلة ضده هم عشيرته، إذ كان على رأس القوة علي حسن المجيد (عم صدام كامل و حسين كامل)، مشيرا إلى أن المعركة شهدت استخدام عشرات قذائف الـ”آر بي جي” (RPG) ومختلف أنواع الأسلحة.
يرى الصحفي مصطفى كامل أن العفو عن حسين كامل ربما كان حقيقيا وليس فخا، لكن الأمر خرج من سلطة الدولة إلى سلطة العشيرة التي أرادت معاقبة حسين كامل، بسبب الضرر الهائل الذي تسبب فيه للعراق والذي لا يمكن العفو عنه.